# Розенталь, Август фон
Барон Август фон Розенталь (1828, Киевская губерния — 1888, Враня (Вране)) — русский революционер.
Русский дворянин польского происхождения. Освободил своих крепостных крестьян после смерти царя Николая I и в конце Крымской войны в 1855 году, за что был сослан в изгнание в Иркутск. После освобождения из ссылки д-р Розенталь специализировался в кинизи-терапии в Пекине. Его врачебная практика происходила в ряде европейских стран. В Королевстве Сербии на него было заведено дело в 1882 году из-за незаконной практики без медицинского образования. Защищался в суде, доказывая, что его диплом отменили в 1855 году при  ссылке в Сибирь. Суд приговорил его к штрафу в 100 гульденов и экстрадиции из Королевства Сербии. Он переехал в освобождённое от турецкого ига Княжество Болгария. 
Д-р Август фон Розенталь является одним из основателей движения анархистов в Болгарии. За это он был изгнан из столицы в город Враня (ныне Вране, в Сербии), где умер как врач в борьбе с эпидемией тифа в 1888 году.